# Katsuya Miyahira
Katsuya Miyahira (宮平 勝哉?, Miyahira Katsuya; Nishihara, 8 agosto 1918 – 28 novembre 2010) è stato un artista marziale e karateka giapponese.

## Biografia
Katsuya Miyahira nacque l'8 agosto 1918 a Nishihara nella prefettura di Okinawa dove le arti marziali sono sempre state popolari tra i residenti. Inizialmente imparò le arti marziali da suo padre, che si era laureato nella Scuola militare Toyama ed era abile nel kendō e nella ginnastica. Entrando nella scuola secondaria Miyahira iniziò a concentrarsi sul karate. Nel 1933 divenne studente presso il dojo di Chōsin Chibana, che si trovava a Nakijin Goten; lì fu soggetto all'influenza degli allievi anziani del dojo, come Kangi Shoya, Yasuyoshi Kamikosu, Tsuguyoshi Miyagi, Chozo Nakama e Shinji Tawada. Inoltre Miyahira studiò già karate anche alla scuola secondaria con Anbun Tokuda, che fu anche suo insegnante, e che gli insegnò che lo spirito delle arti marziali pone la gentilezza in mezzo al rigore. Sia Chibana che Tokuda sono stati tra i migliori studenti di Ankō Itosu, il maestro dello Shōrin-ryū. Ciò permise a Miyahira di imparare i kata tradizionali dello Shuri-te, sia nel dojo in città che a scuola.
Nel gennaio 1937 si addestrò con Motobu Chōki ma successivamente dovette interrompere la pratica del karate a causa della guerra. Venne infatti trasferito in Manciuria, dove lavorò come insegnante e dove insegnò difesa personale. Nel 1948, subito dopo la fine della seconda guerra mondiale, ottenne il grado di Shihan da Chibana e, in ottobre, aprì un dojo di karate nella sua città natale, Nishihara, con l'intenzione di formare i giovani ad essere persone forti che avrebbero potuto vivere attraverso le difficoltà di quel periodo. Miyahira impostò le regole del suo dojo come seguono:
- Cercare di perfezionare il proprio carattere
- Coltivare lo spirito di fare degli sforzi costanti
- Ammonire il proprio ardore giovanile
- Dare valore alle buone maniere

Chiamò il suo dojo Shōrin-ryū Shidōkan, la "Sala della via del guerriero", sperando di istruire i giovani che aspiravano a imparare la via del karate. Il nome Shido fu preso dai Dialoghi di Confucio, capitolo sette, verso sei, libro quarto del ventesimo volume:
- Stabilisci nel tuo cuore di seguire sempre la via.
- Rimani vicino al sole della virtù e non allontanarti.
- Credi nel potere della benevolenza come supporto.
- Prendi il piacere da queste abilità.

Dopo essersi trasferito a Naha, nel settembre 1952, continuò i suoi sforzi per diffondere lo Shuri-te, difatti visitò anche le Filippine per insegnare e diffondere il karate.
Nel 1956 Katsuya Miyahira costruì il dojo Shidōkan dietro casa sua nel quartiere di Tsuboya, e due anni dopo ricevette il titolo di Kyōshi dal Dai Nippon Butokukai. Nel 1967 gli venne attribuito il grado di 9º dan Hanshi e, due anni dopo, alla morte di Chibana , divenne presidente della Okinawa Shorin-ryu karate-do Association. Cercò di far crescere l'associazione, visitò le associazioni di Shorin Ryu Shidōkan brasiliana, argentina e nordamericana, per insegnare e diffondere il karate all'estero.
Nel giugno del 1974, Miyahira partecipò al primo Campionato del Mondo di karate e ricevette un premio per il suo servizio al karate. Quattro anni dopo venne premiato con il grado di 10º dan Hanshi. Nel 1982 divenne consigliere della Federazione giapponese di Karate e dedicò le sue energie per contribuire alla crescita del karate giapponese. Prese anche parte al Torneo internazionale di Arti marziali tra Cina e Giappone come leader del team giapponese, impegnandosi per la buona riuscita dello scambio.
Nella divisione karate del 42º Incontro di atletica nazionale nel 1987, la squadra di Okinawa, guidata da Miyahira, conquistò il primo posto e la vittoria fece guadagnare a Miyahira un premio speciale per il suo ottimo servizio, assegnatogli dall'Okinawa Amateur Sports Association.
Katsuya Miyahira morì di cancro il 28 novembre 2010, all'età di 92 anni.